# Hoquei sobre herba als Jocs Olímpics d'Estiu de 1980
Als Jocs Olímpics d'Estiu de 1980 celebrats a la ciutat de Moscou (Unió Soviètica) es disputaren dues proves competicions d'hoquei sobre herba, una en categoria masculina i una altra en categoria femenina, sent la primera vegada que les dones pogueren participar en el torneig olímpic. La competició es disputà entre els dies 20 i 31 de juliol de 1980 a l'Estadi dels Joves Pioners de la Unió Soviètica i l'Arena de l'Estadi Dynamo.

## Comitès participants
Hi participaren un total de 187 jugadors d'hoquei, entre ells 96 homes i 91 dones, de 9 comitès nacionals diferents:
| Categoria masculina - Cuba - Espanya - Índia - Polònia - Tanzània - Unió Soviètica |  | Categoria femenina - Àustria - Índia - Polònia - Txecoslovàquia - Unió Soviètica - Zimbàbue |

## Resum de medalles
| Prova                  | Or | Argent | Bronze |
| Hoquei masculí Detalls | ÍndiaAllan Schofield · Bir Bhadur Chettri · Sylvanus Dung Dung · Rajinder Singh · Davinder Singh · Gurmail Singh · Ravinder Pal Singh · Vasudevan Baskaran · Sommayya Maneypande · Maharaj Krishan Kaushik · Charanjit Kumar · Merwyn Fernandes · Amarjit Singh Rana · Mohamed Shahid · Zafar Iqbal · Surinder Singh Sodhi | EspanyaJoan Amat Joan Arbós Jaume Arbós Xavier Cabot Ricard Cabot Miguel Chaves Juan Coghen Miguel de Paz Francesc Fàbregas Josep Garcia Rafael Garralda Santiago Malgosa Paulino Monsalve Juan Pellón Carles Roca Jaime Zumalacárregui                                                                  | Unió SovièticaVladimir Pleshakov · Viacheslav Lampeev · Leonid Pavlovski · Sos Airapetian · Farit Zigangirov · Valeri Belyakov · Sergei Klevtsov · Oleg Zagorodnev · Aleksandr Gusev · Sergei Pleshakov · Mikhail Nichepurenko · Minneula Azizov · Aleksandr Sychyov · Aleksandr Miasnikov · Viktor Deputatov · Aleksandr Goncharov |
| Hoquei femení Detalls  | ZimbàbueSarah English · Maureen George · Ann Grant · Susan Huggett · Patricia McKillop · Brenda Phillips · Christine Prinsloo · Sonia Robertson · Anthea Stewart · Helen Volk · Linda Watson · Elizabeth Chase · Sandra Chick · Gillian Cowley · Patricia Davies                                                           | TxecoslovàquiaMilada Blazková · Jirina Cermáková · Jirina Hájková · Berta Hrubá · Ida Hubácková · Jirina Kadlecová · Jarmila Králícková · Jirina Krízová · Alena Kyselicová · Jana Lahodová · Květa Petříčková · Viera Podhányiová · Iveta Srámková · Marie Sykorová · Marta Urbanová · Lenka Vymazalová | Unió SovièticaLiailia Akhmerova · Natalia Buzunova · Natalia Bykova · Tatiana Embakhtova · Nadezhda Filippova · Liudmila Frolova · Lidia Glubokova · Nelli Gorbatkova · Elena Guryeva · Galina Inzhuvatova · Alina Kham · Natella Krasnikova · Nadezhda Ovechkina · Tatiana Shvyganova · Galina Viuzhanina · Valentina Zazdravnykh  |

## Medaller
| Posició | País           | Or | Argent | Bronze | Total |
| 1       | Índia          | 1  | 0      | 0      | 1     |
| 1       | Zimbàbue       | 1  | 0      | 0      | 1     |
| 3       | Espanya        | 0  | 1      | 0      | 1     |
| 3       | Txecoslovàquia | 0  | 1      | 0      | 1     |
| 5       | Unió Soviètica | 0  | 0      | 2      | 2     |